# Klein György
Klein György vagy Georg Klein (Budapest, 1925. július 28. – Stockholm, 2016. december 10.) svédországi magyar sejtbiológus, immunológus, onkológus, esszéíró, a biológiai tudomány doktora, a Magyar Tudományos Akadémia tiszteleti tagja. A daganatképződés sejtszintű folyamatainak, a rákos megbetegedések virológiai és immunológiai szempontú vizsgálatának nemzetközileg elismert tudósa. 1957 és 1993 között a stockholmi Karolinska Intézet daganatbiológiai tanszékének vezetőjeként tevékenykedett.
1947-től haláláig Klein Éva (1925–2025) immunológus, onkológus férje. Három gyermekük született: egy fiú, aki matematikus, és két lány, akik közül az egyik orvos, a másik dramaturg. A pár karrierjük kezdetét és találkozásukat ismertette egy cikkben, amelyet 1989-ben írtak együtt: "Hogyan vezetett az egyik dolog a másikhoz".

## Életútja
Középiskoláit a budapesti Berzsenyi Dániel Gimnáziumban végezte, majd 1944-ben jogi tanulmányokba kezdett a pécsi Erzsébet Tudományegyetemen. Zsidó származása miatt 1944-ben a 8935/1944. B.M. rendelet alapján a budapesti gettó területére kellett beköltöznie.

### A holokauszt alatt
Klein a Pietà könyvében és máshol is írt tapasztalatairól a holokauszt során tinédzserként Budapesten, az 1944 márciusi német invázió után. 1944 májusában vagy júniusában Klein a Zsidó Tanács ifjúsági titkáraként dolgozott a Sip utcában, amikor főnöke, Dr. Kohn Zoltán megmutatta neki az Auschwitz-jegyzőkönyv másolatát. A jelentés szemtanúi beszámoló volt az Auschwitzban történtekről, beleértve a gázkamrák részleteit is. A szerzők, Rudolf Vrba és Alfréd Wetzler az év áprilisában menekültek el a táborból. Figyelmeztették, hogy a táborba érkező deportáltak többségét megölik, és nem telepítik át.
Klein megpróbálta figyelmeztetni családját és barátait, de senki sem hallgatott rá. Amikor eljött az ideje, hogy felszálljon az egyik deportációs vonatra, ő inkább elmenekült és 1945 januárjáig egy pincében rejtőzött. Évtizedekkel később megkereste Vrbát, aki akkor a kanadai farmakológia professzor volt, hogy köszönetet mondjon neki, majd két esszében írt róla és beszámolójáról: "A pokolból visszatérő utazó végső félelme" megjelent a Pietà-ban (először Svédországban  1989-ben), és "A holokauszt szembeszállása: szemtanú beszámolója" (2011) az Auschwitz-jelentések és a magyarországi holokauszt témában, Randolph L. Braham és William vanden Heuvel szerkesztésében.

### A háború után
1945-ben egy féléven keresztül a Szegedi Tudományegyetem orvosi karán, ezt követően a budapesti Pázmány Péter Tudományegyetem orvosi karán folytatott tanulmányokat. Tanulmányaival párhuzamosan 1945–1946-ban szövettani, 1946–1947-ben pedig patológiai demonstrátor volt a fővárosi egyetemen.
1947-ben a stockholmi Karolinska Intézet tumorbiológiai osztályának ösztöndíjas kutatója lett, s 1948 elején végleg Svédországban telepedett le. 1950-ben a philadelphiai Rákkutató Intézetben (Institute for Cancer Research) folytatott kutatásokat. 1951-ben a Karolinska Intézetben szerezte meg orvostudományi oklevelét, 1952-ben pedig a biológiai tudomány doktora címet is megvédte. 1951-től a Karolinska Intézet citológiai tanszékén oktatott docensként Torbjörn Caspersson mellett, 1957-től 1993-ig az intézet daganatbiológiai tanszékének volt tanszékvezető professzora. Közben 1961-ben a Stanford Egyetem vendégtanára, 1972-ben a washingtoni Nemzeti Egészségügyi Intézet (National Institutes of Health, NIH) Fogarty-ösztöndíjasa volt, 1973 és 1993 között pedig a jeruzsálemi Héber Egyetemen oktatott vendégprofesszorként. 1993-tól a Karolinska Intézet Mikrobiológiai és Daganatbiológiai Központjában dolgozott kutatócsoport-vezetőként, professor emeritusi címmel.

## Munkássága

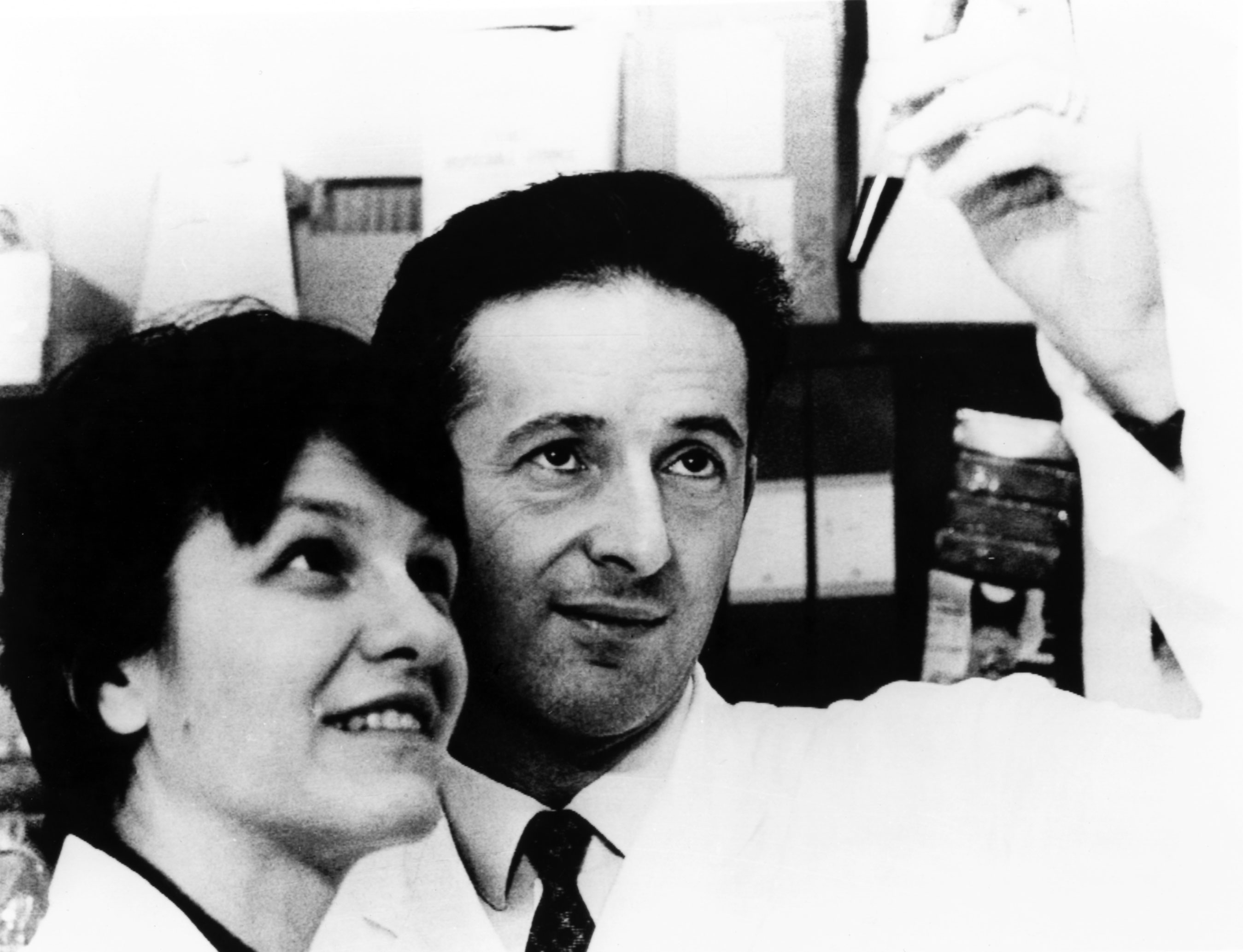
Klein Éva és Klein György Stockholmban 1979-ben

Fő kutatási területe a rákos megbetegedések kialakulásának sejtbiológiai, sejtgenetikai, virológiai és immunológiai vonatkozásai, a rákos sejtek, daganatok által kiváltott immunválaszok sajátosságai. A Karolinska Intézet kutatójaként 1948-tól élete végéig felesége, Klein Éva számított legközelebbi munkatársának, több sejtbiológiai kérdést közös erőfeszítéssel tisztáztak.
A sejtek rosszindulatú elváltozásait, a daganatképződést (karcinogenezis) tanulmányozva már pályája korai szakaszában felismerte a daganatsejtek populációdinamikájának szelekciós mechanizmusait. Részletesen feltárta a mutálódott beteg sejtek osztódását, a szövetburjánzást stimuláló onkogének szerepét, valamint a daganatképződés folyamatát gátló szuppresszió folyamatát, és az abban részt vevő szuppresszorgének működését. Behatóan vizsgálta több DNS-vírus daganatképző képességét, így többek között foglalkozott a bőr- és méhnyakrákot előidéző humán papillomavírusokkal, a nyirokszövetrákot okozó Epstein–Barr-vírussal, illetve a Kaposi-szarkóma kialakulásában közrejátszó herpeszvírusokkal.
Tumorimmunológiai kutatásai során az immunrendszer azon – immunsurveillance néven ismert – képességét vizsgálta, amellyel felismeri a nem saját antigéneket, ezen keresztül a szervezetben kifejlődött kóros, daganatos sejteket, és felveszi ellenük a harcot. Kutatásai kiterjedtek az immunválaszt kiváltó transzplantációs tumorantigének szerepére, behatóan vizsgálta a csontvelőben termelődő B-limfocitáknak és a csecsemőmirigyben differenciálódó T-limfocitáknak az immunreakciókban játszott szerepét, antigénfelismerő képességét, illetve az idegen antigént hordozó sejt károsításához vagy elpusztításához vezető immunfolyamatokat. Klein Évával elsőként mutattak rá a Burkitt-tumor vizsgálata kapcsán a limfóma (nyirokrendszeri daganat) és a limfociták kromoszómatranszlokációra, s bebizonyították, hogy a transzlokáció aktiválja a celluláris onkogéneket, ezzel megindítja a sejtek rákos átalakulását.
Jelentős tudományos közleményeinek száma meghaladja a háromszázat, az Advances in Cancer Research és az Advances in Viral Oncology szerkesztője volt. Az 1980-as évektől több memoárkötete, önéletrajza és tudományfilozófiai esszéje jelent meg könyv alakban svédül, némelyiknek magyar fordítását is közreadták.

## Társasági tagságai és elismerései
1983-ban a Magyar Tudományos Akadémia tiszteleti tagjává választották, emellett részt vett a Nyugati Magyar Tudományos Tanács munkájában is. A Svéd Királyi Tudományos Akadémia rendes tagja, a Finn Tudományos Társaság, az Amerikai Egyesült Államokbeli Nemzeti Tudományos Akadémia és az Amerikai Művészeti és Tudományos Akadémia külső tagja, 1999-től a liège-i székhelyű Európai Tudományos Akadémia tiszteletbeli tagja volt. Számos más nemzetközi tudományos szervezet munkájában részt vett: tiszteleti tagja volt az Immunológusok Amerikai Egyesületének (American Association of Immunologists), 1989-től az Amerikai Rákkutatási Egyesületnek (American Association for Cancer Research), a Francia Immunológiai Társaságnak (Société française d’immunologie), külső tagja az Amerikai Filozófiai Társaságnak (American Philosophical Society). 1999-től a New York-i Daganatimmunológiai Akadémia (Academy of Cancer Immunology) alapító tagja, 2002-től az Európai Rákkutatási Egyesület (European Association for Cancer Research) tiszteleti tagja volt. 1957 és 1993 között a fiziológiai és orvostudományi Nobel-díj-bizottság tagjaként tevékenykedett.
1960-ban feleségével, Klein Évával megosztva Bertha Goldblatt Teplitz-díjat, 1967-ben Clowes-emlékérmet, a Dán Patológiai Társaság díját és Lennander-emlékérmet, 1972-ben Shai Shacknai-, 1973-ban Bertner-, 1974-ben Griffuel-, 1975-ben Harvey-, 1976-ban Gardner-, 1977-ben Behring-, 1978-ban Björken-, 1979-ben a General Motors rákkutatási alapítványának Sloan-díját és a Santa Chiara Academy díját, 1983-ban Klein Évával megosztva Erik Fernström-, 1989-ben Letterstedt-, 1990-ben a Svéd Irodalmi Akadémia Dobloug-, valamint az Oslói Egyetem Lisl és Leo Eitinger-díját, 1991-ben az Arizonai Egyetem Donald Wae Waddel-emlékérmét, 1995-ben a Ramat Gan-i Bar-Ilan Egyetem Tovi Comel-Walerstein-díját, 1996-ban Thomas P. Infusino- és Kaposi-díjat, 1997-ben Chester Stock-díjat, 1998-ban Robert Koch-aranyérmet, a Kolumbiai Köztársaság Nemzeti Érdemrendjét és a baltimore-i Humánvirológiai Intézet életműdíját, 2001-ben Paracelsus-érmet és Wick R. Williams-emlékérmet, 2002-ben Ingemar Hedenius-díjat kapott. 2005-ben humánbiológiai kutatásaiért a Cseh Tudományos Akadémia Mendel-érdemérmét, 2006-ban a Rákregiszterek Nemzetközi Egyesületének (International Association of Cancer Registries, IACR) érdemérmét vehette át.
1966-ban a Chicagói Egyetem, 1988-ban a Debreceni Orvostudományi Egyetem, 1989-ben a jeruzsálemi Héber Egyetem, 1991-ben a Nebraskai Egyetem, 1994-ben a Tel-avivi Egyetem, 2001-ben pedig az Oszakai Egyetem díszdoktorává avatták.

## Főbb művei
- Histocompatibility changes in tumors. in: Journal of Cellular and Comparative Physiology 1958. 52:125–168. (Klein Évával)
- Antigenic properties of lymphomas induced by the Moloney agent. in: Journal of the National Cancer Institute 1964. 32:547–568. (Klein Évával)
- Genetic determinants of morphological differentiation in hybrid tumors. in: Journal of the National Cancer Institute 1972. 48:465–486. (Többekkel)
- Cellular localization of an Epstein-Barr virus (EBV)-associated complement fixing antigen in producer and non-producer lymphoblastoid cell lines. in: International Journal of Cancer 1973. 11:499–520. (B. M. Reedmannel)
- Human leukemia-associated anti-nuclear activity. in: Proceedings of the National Academy of Sciences 1974. 71:685–862. (Többekkel)
- Immunological surveillance against neoplasia. in: The Harvey Lectures 1975. 69:71–102.
- Characteristic chromosomal abnormalities in biopsies and lymphoid-cell lines from patients with Burkitt and non-Burkitt lymphomas. in: International Journal of Cancer 1976. 17:7–56. (Többekkel)
- Phenotypic and cytogenetic characteristics of human B-lymphoma cell lines and their relevance for the etiology of Burkitt´s lymphoma. in: Advances in Cancer Research 1982. 37:319–380. (Kenneth Nilssonnal)
- Viruses as the causative agents of naturally occurring tumors. Ed. by Georg Klein. New York, Raven, 1985, 263 p.
- Do human renal cell carcinomas arise by a double-loss mechanism? in: Cancer Genetics and Cytogenetics 1988. 36:197–292. (Többekkel)
- How one thing has led to another. in: Annual Review of Immunology 1989. 7:1–33. (Klein Évával)

### Memoár- és esszékötetei
- ... i stället för hemland: Memoarer. Stockholm, Bonnier, 1984, 234 p.
- Ateisten och den heliga staden: Möten och tankar. Stockholm, Bonnier, 1987, 249 p.
Angolul: The atheist and the Holy City: Encounters and reflections. Cambridge, MIT Press, 1990, 223 p.
- Pietà. Stockholm, Bonnier, 1989, 297 p.
Angolul: Pietà. Cambridge, MIT Press, 1992, 297 p.
- Motståndet: Arton brev om död och liv. Stockholm, Bonnier, 1991, 262 p. (Per Ahlmarkkal)
- Utvägen: En familjeberättelse. Stockholm, Bonnier, 1992, 313 p.
Angolul: Live now: Inspiring accounts of overcoming adversity. Amherst, Prometheus Book, 1997, 311 p.
- Hack i häl på Minerva: Ett brevsamtal om vetenskap, dikt och moral. Stockholm, Bonnier, 1993, 316 p. (Lars Gyllenstennel)
- Den sjunde djävulen. Stockholm, Bonnier, 1995, 319 p.
- A tudomány körül. Budapest, Gondolat, 1995, 145 p.
- Korpens blick: Essäer om vetenskap och moral. Stockholm, Bonnier, 1998, 331 p.
Norvégül: Ravnens blikk: Essays om vitenskap og moral. Oslo, Humanist, 2003, 408 p.
- Vak akarat és önző DNS: Válogatott esszék. Budapest, Magvető, 2001, 397 p.
- Så jag kan svara döden, när den kommer: Essäer. Stockholm, Bonnier, 2001, 291 p.
- Skapelsens fullkomlighet och livets tragik: Essäer. Stockholm, Bonnier, 2005, 242 p.
- Péters Europa: En korrespondens mellan vänner. Stockholm, Carlsson, 2005, 240 p. (Eva Dicksonnal és Fenyő Egonnal)
- Szilárd Leó tízparancsolata. Budapest, Corvina, 2008, 91 p. = Corvina Tudástár.
- Meteorer: Tre lysande särlingar. Stockholm, Bonnier, 2008, 265 p.
- Üstökösök. Három öntörvényű élet; ford. Kúnos László; Corvina, Bp., 2014
- Haza helyett. Memoár; ford. Kúnos László; Corvina, Bp., 2016